# Alticola barakshin
Alticola barakshin — вид гризунів з родини Cricetidae. Його можна знайти в Китаї, Монголії та Росії. Живе на низьких та середніх висотах по всій Гобі та монгольському Алтаї та регіону Тува Росії. Один запис є з г. Тянь Шань, Сіньцзян. Живе на висотах від 900 до 2500 метрів.

## Морфологічні особливості
Вид досягає довжини голови й тулуба від 10,0 до 12,5 сантиметрів з довжиною хвоста від 1,8 до 2,6 сантиметрів і важить близько 31–40 грамів. Довжина задньої лапи 17–21 міліметр, довжина вуха 15–19 міліметра. Колір хутра на спині мінливий, але зазвичай коричнево-сірий з матовими рудуватими плямами на спині та боках тіла. Очеревина сірувато-біла з блідо-помаранчевим відтінком. Хвіст дуже короткий і двоколірний, верхня сторона блідо-коричнева, а нижня — біла. Верх лапок від білого до сірувато-білого.

## Спосіб життя
Тварина живе переважно в осипищах, порослих чагарниками на схилах, віддаючи перевагу чагарникам ялівцю. Інформації про спосіб життя тварин практично немає. Ці травоїдні тварини харчуються частинами рослин.